# Crambe
Crambe és un gènere de plantes amb flors de la família Brassicàcia originari d'Europa, l'Àsia central i del sud-oest i est d'Àfrica en les seves regions temperades i tropicals. Entre les seves espècies inclou la col de mar Crambe maritima, de la qual les fulles són omestibles. Crambe abyssinica, es cultiva per extreure'n oli de les seves llavors amb un producte de característiques similars a l'oli de balena.
Als Països Catalans l'única espècie que és autòctona del gènere és Crambe hispanica